# Святая Фоска
Фоска (первая половина III века, Сабрата — 250, Сабрата) — святая дева, мученица. День памяти — 13 февраля.
Святая Фоска, дева и мученица, была из берберов. Она пострадала во времена проконсула Квинтиана.
Житие святой Фоски существует в нескольких версиях, в том числе, происхождением из позднего Средневековья. Одно из них имеется в Codex Carthusiae Coloniensis.
Согласно преданию, св.Фоска и её няня Мавра жили в Сабрате, что в Ливии, в III веке. Св.Фоска, дочь родителей-язычников, услышала о христианской вере в возрасте пятнадцати лет. О своём желании узнать тайны этой веры она сказала сначала няне, а потом и матери. Ничего не говоря отцу, все три женщины отправились к тайному христианскому священнику по имени Ермолай, который просветил в основах веры и крестил двух молодых девушек. Узнав о крещении, отец, которого звали Сиро (Siroo), решил наказать свою дочь: он запер её в комнате на три дня без еды. Несколько раз он пытался уговорить святую отречься от Христианства, но она осталась тверда в своем решении.
Когда в город прибыл новый проконсул Квинциан (Quinziano), отец выдал ему святых дев. Солдаты, отправленные чтобы схватить Фоску и Мавру, обнаружили их вместе с ангелом и не осмелились применить силу. Обе девы добровольно сдались властям.
Так как Фоска и Мавра отказались отречься от Христианства, они сначала были подвергнуты мучениям, а потом, 13 февраля, убиты с одного удара мечом в бок.
Когда Ливия была завоевана мусульманами, их останки были привезены в Торчелло, на остров в венецианской лагуне, моряком по имени Виталий.
Мощи св. Мавры в настоящее время собраны в трансепте справа от храме Santa Maria di Lourdes в Милане.

## Почитание
Святую Фоску, равно как и святую Мавру, поминают 13 февраля. Согласно венецианскому литургическому календарю XI века (Kalendarium veneto), 3 ноября вспоминают чудесное обретение мощей св.Фоски моряком Виталием, что потом привело их в Торчелло.
Исходя из исторических хроник можно утверждать, что почитание святой стало распространяться, начиная с XII века. В то время Венецианская Республика была сильна на Средиземном море. Её политическое влияние укреплялось и обретением престижем центра веры, достигавшегося, в частности, обретения мощей большого количества мучеников. Вероятно, именно в ту пору в Венецианскую лагуну прибыли мощи свв.Фоски и Мавры. По всей вероятности, они были на самом деле из Северной Африки, как утверждает предание. Не исключено, что имена двух мучениц, которые предлагает этот источник,  на самом деле "восстановлены" на основе этнического и географического происхождения мощей: так как они прибыли из африканских краёв, то одну из жён именуют Фоска (т.е. “темная”), а другую — Мавра (т.е. "родом из Мавритании").
Из Венецианской лагуны почитание святой Фоски распространилось вглубь Венецианской Республики.

## Покровительство
Святая Фоска почитается покровительницей следующих мест 
- в Италии:
  - Агронс, район в Оваро, (провинция Удине)
  - Альтиволе (провинция Тревизо)
  - Басальделла (Basaldella), район в Виваро (провинция Порденоне)
  - Борньяно, район в Кормонс (провинция Гориция)
  - Касакорба, район в Веделаго (провинция Тревизо)
  - Корнуда (провинция Тревизо)
  - Дуэвилле (провинция Венеция)
  - Фризанко (провинция Порденоне)
  - Ронкаделле (Roncadelle), район в Ормелле
  - Санта Фоска (Santa Fosca), район в  Сельва-ди-Кадоре (провинция Беллуно)
  - Торчелло  (провинция Венеция)
- в Хорватии:
  - Джимино